# A Föld legnagyobb tavainak listája
Ebben a cikkben a Föld 500 km²-es és annál nagyobb területű tavai vannak nagyság szerint sorba állítva. A területi adatok, valamint az országbéli és kontinens szerinti hovatartozás forrása a Cartographia Világatlasza.
A Föld 500 km²-nél nagyobb méretű tavainak száma 156, összterületük 1 262 731 km². A bolygó összes kontinense  osztozik rajtuk.
A Föld legnagyobb tava az északi félgömbön, Ázsiában fekvő Kaszpi-tenger, melynek területén több ország is osztozik. Területe 371 000 km², és így az egyetlen tó, melynek a területe meghaladja a 100 000 km²-t. A második helyen álló Felső-tó területénél 4,5-szer nagyobb.

## Tavak listája területük szerint

### 50 000 km²-nél nagyobb tavak

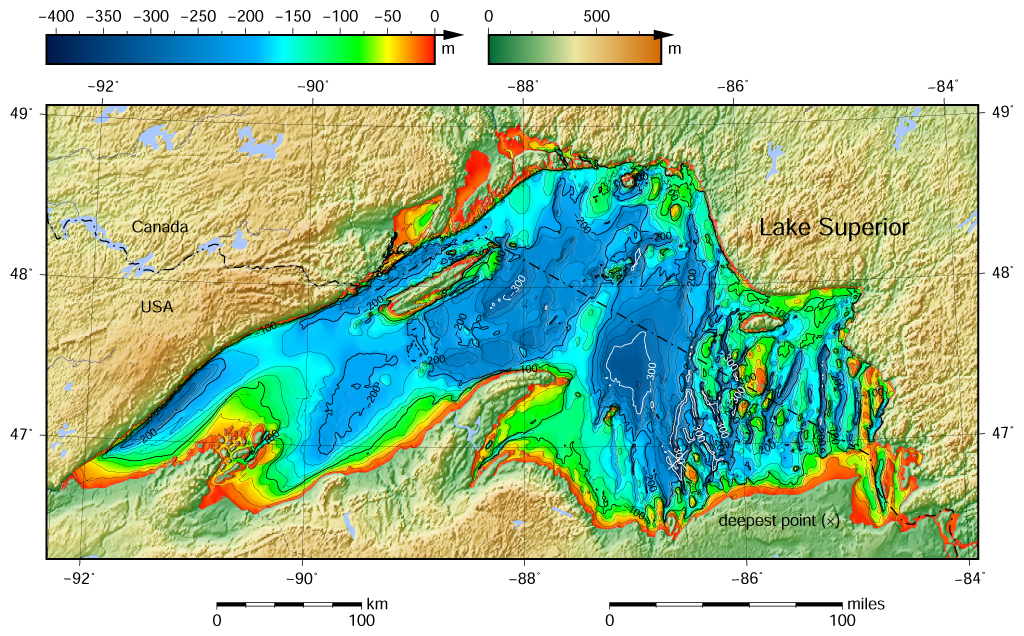
A második legnagyobb tó, a Felső-tó nagyobb mint Csehország, és csak kevéssel marad el Ausztria mögött.

| Hely | Név           | Terület (km²) | Ország(ok)                                                 | Kontinens     | Jelentősebb folyók                       |
| ---- | ------------- | ------------- | ---------------------------------------------------------- | ------------- | ---------------------------------------- |
| 1    | Kaszpi-tenger | 371 000       | Azerbajdzsán, Irán, Kazahsztán, Oroszország, Türkmenisztán | Ázsia         | Kura, Urál, Volga                        |
| 2    | Felső-tó      | 82 411        | USA, Kanada                                                | Észak-Amerika | Nipigon, Saint Louis, White, Saint Marys |
| 3    | Viktória-tó   | 69 482        | Kenya, Tanzánia, Uganda                                    | Afrika        | Fehér-Nílus, Kagera                      |
| 4    | Huron-tó      | 59 594        | Kanada, USA                                                | Észak-Amerika |                                          |
| 5    | Michigan-tó   | 58 014        | USA                                                        | Észak-Amerika |                                          |

### 20 000 és 50 000 km² közötti nagyságú tavak
| Hely | Név                   | Terület (km²) | Ország(ok)                                                 | Kontinens     | Jelentősebb folyók |
| ---- | --------------------- | ------------- | ---------------------------------------------------------- | ------------- | ------------------ |
| 6    | Tanganyika-tó         | 32 892        | Burundi, Kongói Demokratikus Köztársaság, Tanzánia, Zambia | Afrika        |                    |
| 7    | Bajkál-tó             | 31 500        | Oroszország                                                | Ázsia         |                    |
| 8    | Nagy-Medve-tó         | 31 079        | Kanada                                                     | Észak-Amerika |                    |
| 9    | Nyasza-tó (Malawi-tó) | 30 043        | Malawi, Mozambik, Tanzánia                                 | Afrika        |                    |
| 10   | Nagy-Rabszolga-tó     | 28 929        | Kanada                                                     | Észak-Amerika |                    |
| 11   | Aral-tó               | 28 687        | Kazahsztán, Üzbegisztán                                    | Ázsia         |                    |
| 12   | Erie-tó               | 25 744        | USA, Kanada                                                | Észak-Amerika |                    |
| 13   | Winnipeg-tó           | 23 541        | Kanada                                                     | Észak-Amerika |                    |

### 10 000 és 20 000 km² közötti nagyságú tavak
| Hely | Név        | Terület (km²) | Ország(ok)                    | Kontinens     | Jelentősebb folyók |
| ---- | ---------- | ------------- | ----------------------------- | ------------- | ------------------ |
| 14   | Ontario-tó | 19 528        | Kanada, USA                   | Észak-Amerika |                    |
| 15   | Balkas-tó  | 18 300        | Kazahsztán                    | Ázsia         |                    |
| 16   | Ladoga-tó  | 17 700        | Oroszország                   | Európa        |                    |
| 17   | Csád-tó    | 16 000-24 750 | Csád, Nigéria, Niger, Kamerun | Afrika        |                    |
| 18   | Eyre-tó    | 10 000-15 000 | Ausztrália                    | Ausztrália    |                    |

### 5 000 és 10 000 km² közötti nagyságú tavak
| Hely | Név                    | Terület (km²) | Ország(ok)                              | Kontinens     | Jelentősebb folyók |
| ---- | ---------------------- | ------------- | --------------------------------------- | ------------- | ------------------ |
| 19   | Onyega-tó              | 9720          | Oroszország                             | Európa        |                    |
| 20   | Titicaca-tó            | 8135          | Peru, Bolívia                           | Dél-Amerika   |                    |
| 21   | Nicaragua-tó           | 8001          | Nicaragua                               | Észak-Amerika |                    |
| 22   | Atapaszka-tó           | 7920          | Kanada                                  | Észak-Amerika |                    |
| 23   | Turkana-tó (Rudolf-tó) | 6400-8000     | Kenya, Etiópia                          | Afrika        |                    |
| 24   | Rénszarvas-tó          | 6330          | Kanada                                  | Észak-Amerika |                    |
| 25   | Iszik-köl              | 6280          | Kirgizisztán                            | Ázsia         |                    |
| 26   | Urmia-tó               | 6001          | Irán                                    | Ázsia         |                    |
| 27   | Nettilling-tó          | 5760          | Kanada                                  | Észak-Amerika |                    |
| 28   | Vänern                 | 5585          | Svédország                              | Európa        |                    |
| 29   | Winnipegosis-tó        | 5402          | Kanada                                  | Észak-Amerika |                    |
| 30   | Albert-tó              | 5299          | Uganda, Kongói Demokratikus Köztársaság | Afrika        |                    |
| 31   | Dongting-tó            | 5000          | Kína                                    | Ázsia         |                    |
| 32   | Bangweulu-tó           | 5000          | Zambia                                  | Afrika        |                    |

### 2 500 és 5 000 km² közötti nagyságú tavak
| Hely | Név                      | Terület (km²) | Ország(ok)                              | Kontinens     | Jelentősebb folyók |
| ---- | ------------------------ | ------------- | --------------------------------------- | ------------- | ------------------ |
| 33   | Nipigon-tó               | 4843          | Kanada                                  | Észak-Amerika |                    |
| 34   | Manitoba-tó              | 4706          | Kanada                                  | Észak-Amerika |                    |
| 35   | Gairdner-tó              | 4700-7700     | Ausztrália                              | Ausztrália    |                    |
| 36   | Tajmir-tó                | 4560          | Oroszország                             | Ázsia         |                    |
| 37   | Kuku-Nór                 | 4200-5700     | Kína                                    | Ázsia         |                    |
| 38   | Mweru-tó                 | 4196          | Zambia, Kongói Demokratikus Köztársaság | Afrika        |                    |
| 39   | Hanka-tó                 | 4190          | Kína, Oroszország                       | Ázsia         |                    |
| 40   | Dubawnt-tó               | 4144          | Kanada                                  | Észak-Amerika |                    |
| 41   | Erdők tava               | 3846          | Kanada, USA                             | Észak-Amerika |                    |
| 42   | Van-tó                   | 3763          | Törökország                             | Ázsia         |                    |
| 43   | Csúd-tó, a Pszkovi-tóval | 3550          | Észtország, Oroszország                 | Európa        |                    |
| 44   | Uvsz-tó                  | 3350          | Mongólia                                | Ázsia         |                    |
| 45   | Tana-tó                  | 3100          | Etiópia                                 | Afrika        |                    |
| 46   | Torrens-tó               | 3000-5700     | Ausztrália                              | Ausztrália    |                    |
| 47   | Rukwa-tó                 | 3000          | Tanzánia                                | Afrika        |                    |
| 48   | Melville-tó              | 2990          | Kanada                                  | Észak-Amerika |                    |
| 49   | Zajszan-tó               | 2800          | Kazahsztán                              | Ázsia         |                    |
| 50   | Boyangi-tó               | 2771          | Kína                                    | Ázsia         |                    |
| 51   | Déli-Indián-tó           | 2745          | Kanada                                  | Észak-Amerika |                    |
| 52   | Lop-nór                  | 2700          | Kína                                    | Ázsia         |                    |
| 53   | Kivu-tó                  | 2650          | Kongói Demokratikus Köztársaság, Ruanda | Afrika        |                    |
| 54   | Ala-köl                  | 2650          | Kazahsztán                              | Ázsia         |                    |
| 55   | Hövszgöl-tó              | 2620          | Mongólia                                | Ázsia         |                    |
| 56   | Kyoga-tó                 | 2590          | Uganda, Kongói Demokratikus Köztársaság | Afrika        |                    |
| 57   | Iliamna-tó               | 2589          | USA                                     | Észak-Amerika |                    |
| 58   | Garry-tó                 | 2538          | Kanada                                  | Észak-Amerika |                    |
| 59   | Poopó-tó                 | 2530          | Bolívia                                 | Dél-Amerika   |                    |
| 60   | Baker-tó                 | 2525          | Kanada                                  | Észak-Amerika |                    |
| 61   | Mírimi-tó (Merin-tó)     | 2500          | Brazília, Uruguay                       | Dél-Amerika   |                    |
| 62   | Namak-tó                 | 2500          | Irán                                    | Ázsia         |                    |
| 63   | Szap-tó                  | 2500          | Kambodzsa                               | Ázsia         |                    |

### 1 000 és 2 500 km² közötti nagyságú tavak
| Hely | Név                                  | Terület (km²) | Ország(ok)                              | Kontinens             | Jelentősebb folyók |
| ---- | ------------------------------------ | ------------- | --------------------------------------- | --------------------- | ------------------ |
| 64   | Nagy-sóstó                           | 2450-2700     | USA                                     | Észak-Amerika         |                    |
| 65   | Amadjuak-tó                          | 2415          | Kanada                                  | Észak-Amerika         |                    |
| 66   | Frome-tó                             | 2400          | Ausztrália                              | Ausztrália            |                    |
| 67   | Bay-tó                               | 2400          | Fülöp-szigetek                          | Ázsia                 |                    |
| 68   | Mai-Ndombe-tó                        | 2320          | Kongói Demokratikus Köztársaság         | Afrika                |                    |
| 69   | Taj-tó                               | 2300          | Kína                                    | Ázsia                 |                    |
| 70   | Edward-tó                            | 2200          | Uganda, Kongói Demokratikus Köztársaság | Afrika                |                    |
| 71   | Mistassini-tó                        | 2190          | Kanada                                  | Észak-Amerika         |                    |
| 72   | Buenos Aires-tó (General Carrera-tó) | 2100          | Chile, Argentína                        | Dél-Amerika           |                    |
| 73   | Toba-tó                              | 2050          | Indonézia                               | Ázsia                 |                    |
| 74   | Lama-tó                              | 2000          | Oroszország                             | Ázsia                 |                    |
| 75   | Al Hammari-tó                        | 1990          | Irak                                    | Ázsia                 |                    |
| 76   | Csani-tó                             | 1990          | Oroszország                             | Ázsia                 |                    |
| 77   | Wollaston-tó                         | 1989          | Kanada                                  | Észak-Amerika         |                    |
| 78   | Burullus-tó                          | 1930          | Egyiptom                                | Afrika                |                    |
| 79   | Vättern                              | 1912          | Svédország                              | Európa                |                    |
| 80   | Okeechobeei-tó                       | 1890          | USA                                     | Észak-Amerika         |                    |
| 81   | Sadi yah-tó                          | 1860          | Irak                                    | Ázsia                 |                    |
| 82   | Saimaa                               | 1800          | Finnország                              | Európa                |                    |
| 83   | IJssel-tó                            | 1800          | Hollandia                               | Európa                |                    |
| 84   | Hulun-tó (Dalaj-tó)                  | 1760          | Kína                                    | Ázsia                 |                    |
| 85   | Har-Usz-tó                           | 1760          | Mongólia                                | Ázsia                 |                    |
| 86   | Nam-tó                               | 1700          | Kína                                    | Ázsia                 |                    |
| 87   | Siling-tó                            | 1673          | Kína                                    | Ázsia                 |                    |
| 88   | Tuz-tó                               | 1620          | Törökország                             | Ázsia                 |                    |
| 89   | Pontchartrain-tó                     | 1619          | USA                                     | Észak-Amerika         |                    |
| 90   | Hongzei-tó                           | 1600          | Kína                                    | Ázsia                 |                    |
| 91   | Tengiz-tó                            | 1500          | Kazahsztán                              | Ázsia                 |                    |
| 92   | Chaling-tó                           | 1470          | Kína                                    | Ázsia                 |                    |
| 93   | Argentino-tó                         | 1467          | Argentína, Chile                        | Dél-Amerika           |                    |
| 94   | Barlee-tó                            | 1450          | Ausztrália                              | Ausztrália és Óceánia |                    |
| 95   | Island-tó                            | 1424          | Kanada                                  | Észak-Amerika         |                    |
| 96   | Seul-tó                              | 1373          | Kanada                                  | Észak-Amerika         |                    |
| 97   | Hjargasz-tó                          | 1360          | Mongólia                                | Ázsia                 |                    |
| 98   | Szeván-tó                            | 1360          | Örményország                            | Ázsia                 |                    |
| 99   | Inari                                | 1330          | Finnország                              | Európa                |                    |
| 100  | Boszten-tó (Bagrax-tó)               | 1330          | Kína                                    | Ázsia                 |                    |
| 101  | Sóstavak (Salt Lakes)                | 1330          | Ausztrália                              | Ausztrália és Óceánia |                    |
| 102  | Champlaini-tó                        | 1269          | Kanada, USA                             | Észak-Amerika         |                    |
| 103  | Minto-tó                             | 1256          | Kanada                                  | Észak-Amerika         |                    |
| 104  | Managua-tó                           | 1234          | Nicaragua                               | Észak-Amerika         |                    |
| 105  | Gaoyoui-tó                           | 1200          | Kína                                    | Ázsia                 |                    |
| 106  | Vigozero-tó                          | 1200          | Oroszország                             | ??                    |                    |
| 107  | Kis-Rabszolga-tó                     | 1191          | Kanada                                  | Észak-Amerika         |                    |
| 108  | St. Clair-tó                         | 1191          | Kanada, USA                             | Észak-Amerika         |                    |
| 109  | Becharof-tó                          | 1186          | USA                                     | Észak-Amerika         |                    |
| 110  | Red-tó                               | 1168          | USA                                     | Észak-Amerika         |                    |
| 111  | Tangra Yumco                         | 1162          | Kína                                    | Ázsia                 |                    |
| 112  | Mälaren                              | 1140          | Svédország                              | Európa                |                    |
| 113  | Fehér-tó                             | 1125          | Oroszország                             | Európa                |                    |
| 114  | Päijänne                             | 1112          | Finnország                              | Európa                |                    |
| 115  | Viedma-tó                            | 1100          | Argentína, Chile                        | Dél-Amerika           |                    |
| 116  | Ebinur-tó                            | 1040          | Kína                                    | Ázsia                 |                    |
| 117  | Chapalai-tó                          | 1038          | Mexikó                                  | Észak-Amerika         |                    |
| 118  | Cowan-tó                             | 1035          | Ausztrália                              | Ausztrália és Óceánia |                    |

### 500 és 1 000 km² közötti nagyságú tavak
| Hely | Név                 | Terület (km²) | Ország(ok)                   | Kontinens             | Jelentősebb folyók |
| ---- | ------------------- | ------------- | ---------------------------- | --------------------- | ------------------ |
| 119  | Oulujärvi           | 995           | Finnország                   | Európa                |                    |
| 120  | Topozero-tó         | 986           | Oroszország                  | Európa                |                    |
| 121  | Ilmeny-tó           | 982           | Oroszország                  | Európa                |                    |
| 122  | Holt-tenger         | 980           | Jordánia, Izrael             | Ázsia                 |                    |
| 123  | St-Jean-tó          | 971           | Kanada                       | Észak-Amerika         |                    |
| 124  | Abitibi-tó          | 906           | Kanada                       | Észak-Amerika         |                    |
| 125  | Csilka-tó           | 891           | India                        | Ázsia                 |                    |
| 126  | Amadeus-tó          | 880           | Ausztrália                   | Ausztrália és Óceánia |                    |
| 127  | Jamdok-tó           | 880           | Kína                         | Ázsia                 |                    |
| 128  | Imandra-tó          | 876           | Oroszország                  | Európa                |                    |
| 129  | Nipissing-tó        | 855           | Kanada                       | Észak-Amerika         |                    |
| 130  | Llanquihue-tó       | 850           | Chile                        | Dél-Amerika           |                    |
| 131  | Pielinen            | 850           | Finnország                   | Európa                |                    |
| 132  | Ulungur-tó          | 850           | Kína                         | Ázsia                 |                    |
| 133  | Zhari-tó            | 813           | Kína                         | Ázsia                 |                    |
| 134  | Ngami-tó            | 770           | Botswana                     | Afrika                |                    |
| 135  | Szaszik-köl         | 745           | Kazahsztán                   | Ázsia                 |                    |
| 136  | Simcoe-tó           | 725           | Kanada                       | Észak-Amerika         |                    |
| 137  | Biva-tó             | 674           | Japán                        | Ázsia                 |                    |
| 138  | Clinton Colden-tó   | 655           | Kanada                       | Észak-Amerika         |                    |
| 139  | Beysehiri-tó        | 651           | Törökország                  | Ázsia                 |                    |
| 140  | McKay-tó            | 647           | Kanada                       | Észak-Amerika         |                    |
| 141  | Taupo-tó            | 626           | Új-Zéland                    | Ausztrália és Óceánia |                    |
| 142  | Bujr-tó             | 610           | Mongólia                     | Ázsia                 |                    |
| 143  | Towuti-tó           | 600           | Indonézia                    | Ázsia                 |                    |
| 144  | Balaton             | 600           | Magyarország                 | Európa                | Zala               |
| 145  | Genfi-tó (Léman-tó) | 582           | Svájc, Franciaország         | Európa                |                    |
| 146  | Ngangze-tó          | 581           | Kína                         | Ázsia                 |                    |
| 147  | Ngangla Ringco      | 581           | Kína                         | Ázsia                 |                    |
| 148  | Kallavesi           | 564           | Finnország                   | Európa                |                    |
| 149  | Winnebago-tó        | 557           | USA                          | Észak-Amerika         |                    |
| 150  | Boden-tó            | 539           | Németország, Svájc, Ausztria | Európa                |                    |
| 151  | Nahuel Huapí-tó     | 535           | Argentína, Chile             | Dél-Amerika           |                    |
| 152  | Mapam-tó            | 520           | Kína                         | Ázsia                 |                    |
| 153  | Eğirdiri-tó         | 517           | Törökország                  | Ázsia                 |                    |
| 154  | Ranco-tó            | 508           | Chile                        | Dél-Amerika           |                    |
| 155  | Babine-tó           | 502           | Kanada                       | Észak-Amerika         |                    |
| 156  | Bizertei-tó         | 500           | Tunézia                      | Afrika                |                    |

## Kontinensenként
- Afrika – Viktória-tó
- Amerika – Felső-tó
- Ausztrália – Eyre-tó
- Ázsia – Kaszpi-tenger
- Európa – Ladoga-tó